# Provincia di Vilcas Huamán
La provincia di Vilcas Huamán è una delle 11 province della regione di Ayacucho nel Perù.

## Capoluogo e data di fondazione
La capitale è Vilcashuamán - Fondata en 24 settembre del 1984.
- Sindaco (alcalde)(2007-2010): José Luis

Delgado Palomino

## Superficie e popolazione
- 1178,16 km²
- 27 247 abitanti (inei2005)

## Provincia confinanti
Confina a nord con la provincia di Huamanga  e a est con la regione di Apurímac; a sud con la provincia di Sucre   e a ovest con la provincia di Cangallo e con la provincia di Víctor Fajardo.

## Geografia antropica

### Suddivisioni amministrative
È divisa in otto distretti:
- Vilcas Huamán
- Accomarca
- Carhuanca
- Concepción
- Huambalpa
- Independencia
- Saurama
- Vischongo

## Festività
- Settimana santa
- 16 luglio: Madonna del Carmelo
- 30 agosto: Santa Rosa da Lima